# Willard G. Wyman

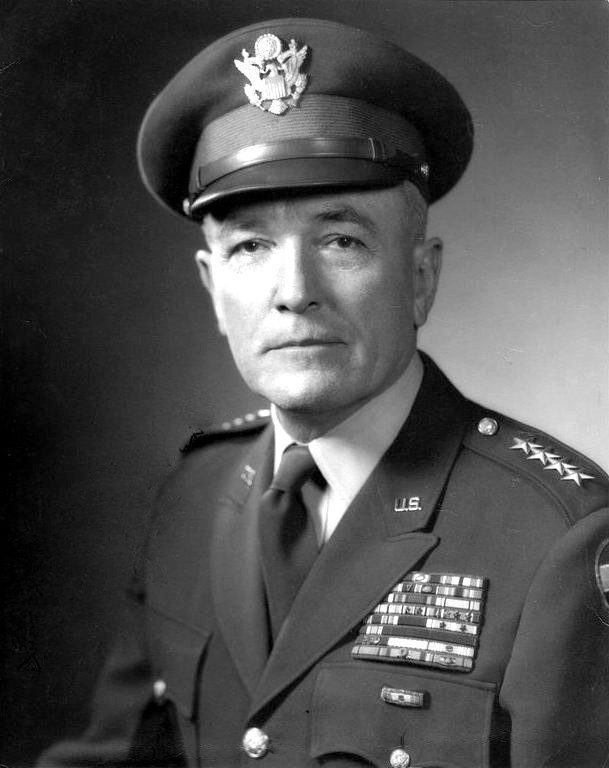
Willard G. Wyman

Willard Gordon Wyman (* 21. März 1898 in Augusta, Kennebec County, Maine; † 29. März 1969 in Washington, D.C.) war ein Vier-Sterne-General der United States Army. Er war unter anderem Kommandeur der 6. Armee.
Wyman besuchte die öffentlichen Schulen seiner Heimat. In den Jahren 1912 bis 1915 absolvierte er die Lincoln Academy in Newcastle (Maine) und danach bis 1916 das Coburn Classical Institute in Waterville. Anschließend begann er ein Studium am Bowdoin College, das er allerdings zu Gunsten der Militärakademie abbrach.
Im Jahr 1919 absolvierte Wyman die United States Military Academy in West Point. Wegen des Ersten Weltkriegs war die dortige Ausbildung von vier auf zwei Jahre verkürzt worden. Nach seiner Graduation wurde er als Leutnant der Küstenartillerie zugeteilt. Später wechselte er zur Kavallerie. In der Armee durchlief er anschließend alle Offiziersränge vom Leutnant bis zum Vier-Sterne-General.
Im Lauf seiner militärischen Karriere absolvierte Willard Wyman verschiedene Kurse und Schulungen. Dazu gehörten unter anderem die Coast Artillery School in Fort Monroe in Virginia, die Cavalry School in Fort Riley in Kansas, die Signal School in Fort Monmouth in New Jersey und das Command and General Staff College in Fort Leavenworth in Kansas.
In seinen jüngeren Jahren absolvierte er den für Offiziere in den niederen Rangstufen üblichen Dienst in verschiedenen Einheiten und Standorten. Dazu gehörten auch Aufgaben als Stabsoffizier in verschiedenen Hauptquartieren. Wyman war auch als Dozent an der Cavalry School und am Command and General Staff College tätig. Zwischen 1928 und 1932 war er Militärattaché in Peking. In diesen Jahren lernte er die chinesische Sprache. Im Jahr 1930 nahm er an einer zentralasiatischen Expedition unter Roy Chapman Andrews teil.
Zwischen Juli 1940 und Mai 1941 war Willard Wyman Stabsoffizier bei der 1. Kavalleriedivision. Anschließend leitete der bis August 1941 die Stabsabteilung G1 (Personal) beim IX. Korps. Es folgte eine Versetzung zum Stab des Kriegsministeriums, wo er zwischen September 1941 und Februar 1942 der Stabsabteilung G3 (Operationen) angehörte. In diese Zeit fiel der amerikanische Eintritt in den Zweiten Weltkrieg.
Zwischen Februar und Dezember 1942 leitete Wyman die Stabsabteilung G3 der amerikanischen Truppen auf dem Kriegsschauplatz China-Burma-Indien. Danach wurde er nach Europa versetzt, wo er bis Juli 1943 der Abteilung G3 des Allied Force Headquarters auf Malta angehörte. In diese Zeit fielen der Tunesienfeldzug und die Landung der Alliierten auf Sizilien.
Zwischen Juli 1943 und November 1944 war Willard Wyman bei der 1. Infanteriedivision. Diese war zunächst in Sizilien und Italien eingesetzt. Am 6. Juni 1944 war die Division an der Landung der Alliierten in der Normandie beteiligt. Im weiteren Verlauf des Kriegs nahm die 1. Infanteriedivision am Vormarsch durch Nordfrankreich nach Deutschland teil. Noch während seiner Zeit bei der 1. Infanteriedivision eroberte diese im November 1944 Aachen.
Im November 1944 übernahm Wyman das Kommando über die 71. Infanteriedivision, mit der er weit nach Deutschland und dann bis Österreich vorstieß. Dieses Kommando hatte er über das Ende des europäischen Teils des Zweiten Weltkriegs hinaus bis zum 16. August 1945 inne.
Nach seiner Rückkehr in die Vereinigten Staaten leitete Wyman bis September 1947 die G2 Stabsabteilung (Nachrichtendienste) der Army Ground Forces. Anschließend war er bis 1949 Stabschef der 1. Armee. Im Jahr 1951 gehörte er dem Stab des Heeresministerium an. Während des Koreakriegs kommandierte er zwischen Dezember 1951 und Juli 1952 das IX. Korps. Danach erhielt er das Kommando über den Allied Land Command, der damals noch als Allied Land Forces South-Eastern Europe (LANDSOUTHEAST) bezeichnet wurde. Dieses der NATO unterstehende Kommando hatte er in den Jahren 1952 bis 1954 inne.
Im März 1954 übernahm er als Nachfolger von Joseph M. Swing das Kommando über die 6. Armee, deren Hauptquartier sich im Presidio in San Francisco befand. Dieses Kommando bekleidete er bis Juni 1955. Anschließend wurde er zunächst stellvertretender und ab März 1956 Kommandeur des United States Continental Army Commands, einer Vorgängerorganisation des späteren United States Army Forces Commands. Dieses Kommando bekleidete er bis zum 31. Juli 1958. Wenig später schied er aus dem aktiven Militärdienst aus.
Wyman starb am 29. März 1969 im Walter Reed Army Medical Center in Washington D.C. (nicht zu verwechseln mit dem Walter-Reed-Militärkrankenhaus in Bethesda in Maryland) und wurde auf dem amerikanischen Nationalfriedhof Arlington beigesetzt.

## Orden und Auszeichnungen
Willard Wyman erhielt im Lauf seiner militärischen Laufbahn unter anderem folgende Auszeichnungen:
- Distinguished Service Cross
- Army Distinguished Service Medal
- Silver Star
- Legion of Merit
- Bronze Star Medal